# Tracie Bennett
Tracie Bennett (Leigh, Lancashire, 17 de junio de 1961) es una actriz británica de teatro, cine y televisión.
Egresada del Italia Conti Academy of Theatre Arts, ha recibido diversos reconocimientos en el ámbito teatral, entre ellos el Premio Laurence Olivier en la categoría mejor actriz/actor de reparto en un musical por su rol en la obra She Loves Me estrenada en el Teatro Savoy en 1995 y por Hairspray estrenada en el Shaftesbury Theatre en el año 2008; así como otras dos nominaciones al mismo galardón y la misma categoría en 2004 por High Society y a la mejor actriz en 2011 por End Of The Rainbow. Adicionalmente, ha recibido una nominación al Premio Tony a la mejor actriz de reparto en una obra de teatro en 2012 por su trabajo End of the Rainbow.

## Participaciones en teatro
- La cage aux folles
- Carousel
- She Stoops to Conquer
- One for the Road
- Grease
- Chicago
- Blood Brothers
- Educating Rita
- She Loves Me
- Honk!
- High Society
- Sex, Chips and Rock 'n' Roll
- Les Misérables
- Hairspray
- End of the Rainbow

## Premios y nominaciones
| Año  | Premio                     | Categoría                                     | Trabajo                           | Resultado | refs   |
| ---- | -------------------------- | --------------------------------------------- | --------------------------------- | --------- | ------ |
| 1995 | Premio Laurence Olivier    | Mejor actriz/actor de reparto en un musical   | She Loves Me                      | Ganadora  | [ 1 ]  |
| 2004 | Premio Laurence Olivier    | Mejor actriz/actor de reparto en un musical   | High Society                      | Nominada  | [ 4 ]  |
| 2008 | Premio Laurence Olivier    | Mejor actriz/actor de reparto en un musical   | Hairspray                         | Ganadora  | [ 2 ]  |
| 2011 | Premio Laurence Olivier    | Mejor actriz                                  | End Of The Rainbow                | Nominada  | [ 5 ]  |
| 2001 | Premio Audie               | Mejor actriz de comedia                       | Bridget Jones: The Edge of Reason | Ganadora  | [ 7 ]  |
| 2005 | TMA Theatre Award          | Mejor actriz de reparto en un musical         | Sex, Chips and Rock 'n' Roll      | Ganadora  | [ 8 ]  |
| 2012 | Premio Tony                | Mejor actriz de reparto en una obra de teatro | End of the Rainbow!               | Nominada  | [ 6 ]  |
| 2012 | Drama Desk Award           | Actriz destacada en una obra de teatro        | End of the Rainbow!               | Ganadora  | [ 9 ]  |
| 2012 | Outer Critics Circle Award | Actriz destacada en una obra de teatro        | End of the Rainbow!               | Ganadora  | [ 10 ] |
| 2013 | Distinguished Artist Award | —                                             | —                                 | Ganadora  | [ 11 ] |